# Palystes karooensis
Palystes karooensis är en spindelart som beskrevs av Croeser 1996. Palystes karooensis ingår i släktet Palystes och familjen jättekrabbspindlar. Inga underarter finns listade i Catalogue of Life.